# El Pagès (la Vall de Bianya)
El Pagès és una masia de la Vall de Bianya (Garrotxa) inclosa a l'Inventari del Patrimoni Arquitectònic de Catalunya.

## Descripció
El Pagès és un bonic casal de planta rectangular i teulat a dues aigües amb els vessants vers les façanes laterals. Disposa de baixos -amb quadres i corrals pel bestiar-, primer pis per a habitatge i golfes. La façana més característica és la de migjorn on hi podem veure les quatre arcades de punt rodó del primer pis i els quatre badius de les golfes, sostinguts per tres pilars de base quadrada. Aquest edifici va ser bastit emprant pedra del país, en general, mal escairada. El Pagès està tancat des de fa uns anys i en algunes èpoques de l'any s'arrenda per tancar-hi el bestiar.

## Història
Quasi cap dada històrica ens ha arribat que faci referència a aquesta casa. Els membres de la família del Pagès formaven part de la feligresia de Sant Andreu de Porreres, l'any 1573 es va resoldre que el rei prendria els delmes de la casa Pagès, la qual havia pagat deu quarteres de forment, entre blat i mestall, a la mesura d'Olot; un cabrit, llana, mill i un poll.